# USA! (チャント)
USA!はアメリカ合衆国国民が自国のナショナリズムの発露を目的として行うチャントである。「USA」とはアメリカ合衆国 (United States of America) の略称。表記としてはUSA!の他にU.S.A.!などがある。

## 概要
USA!のチャントは1972年にミュンヘンで行われたミュンヘンオリンピックのバスケットボール競技において、アメリカ合衆国代表対ソビエト連邦代表で行われたのが最初であるが、1980年にアメリカ合衆国のレークプラシッドで行われたレークプラシッドオリンピックにおいて、氷上の奇跡として後に有名になったアイスホッケーアメリカ合衆国代表とソビエト連邦代表の対戦で合唱されたものが有名である。チャントの由来は不明であるが、ミュンヘンオリンピックで行われたものが最初であるとされている。

## スポーツにおける使用
レークプラシッドオリンピックアイスホッケー競技の第二試合で、当時世界最強チームの一つとされていたチェコスロバキア代表をアメリカ合衆国代表が7-3で下した試合の最中、アメリカ合衆国代表を応援していた観衆が自国代表の勝利が決定的になった際に「USA! USA!」と合唱を始めた。このチャントは氷上の奇跡として有名になったアメリカ合衆国代表対ソビエト連邦代表の試合でも行われ、アメリカ合衆国国民の注意を惹きつけた。ニューヨークから訪れたブルース・レヴィー (Bruce Levey)、アンディ・ランパート (Andy Lampert)、スティーヴ・サックス (Steve Sachs)、スタン・コップマン (Stan Kopman) といった熱狂的なファンはソビエト連邦戦でもUSA!の合唱を始め、このチャントが観衆の心を捉えてまたたく間にUSA!の大合唱となった。この試合以降、アメリカ合衆国のスポーツファンはアメリカ合衆国代表の国際試合において、愛国心を込めて自発的にUSA!USA!の合唱を行うようになった。
プロレスでは、ハクソー・ジム・ドゥガンのファンがUSA!のチャントを使用し、彼自身もそのチャントを観衆に要求することで有名である。カナダのブレット・ハートのような、アメリカ合衆国に対して良い感情を持っていない (という筋書きのある) プロレスラーへの野次としても使用される。ハルク・ホーガンのような親米的であるという筋書きを持つプロレスラーに関しては、相手の国籍如何にかかわらずUSA!のチャントが行われることがある。2003年にマディソン・スクエア・ガーデンにおいて、「ミスター・アメリカ」と呼ばれるホーガン、カート・アングル、ブロック・レスナー対ビッグ・ショー、チャーリー・ハース、シェルトン・ベンジャミンによって行われたスマックダウンの6人による3対3のタッグマッチでは、6人全員がアメリカ合衆国国籍であり、誰一人として反アメリカ合衆国的な言動をおこなっていないにもかかわらず、ホーガンのチームのみがUSA!のチャントで応援されるという事態が起きた。

## 9.11後における使用

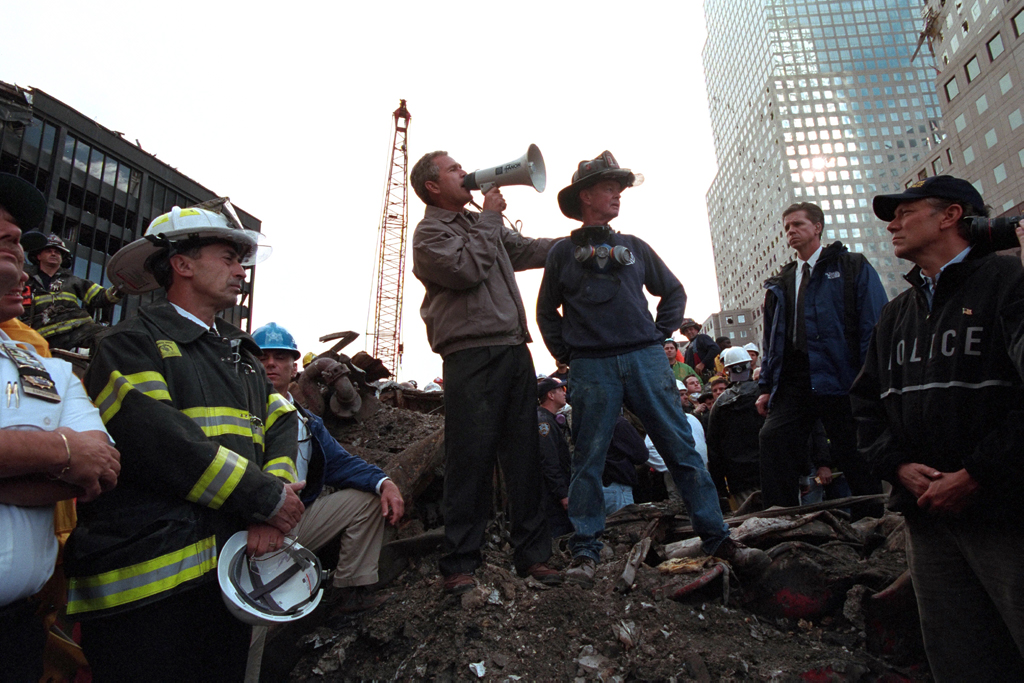
2001年9月14日、アメリカの国土に最悪とも言うべきテロリストの攻撃の残骸がある。ブッシュ大統領はアメリカ全土から正義を求める声が必ず聞かれるであろうことを約束すると発言。大統領の発言に対し、救助隊員はUSA!USA!の合唱を行った。

アメリカ同時多発テロ事件 (9.11事件) 後に行われたスポーツの試合前に行われた式典においてUSA!の合唱は再び行われることとなった。アメリカ合衆国第43代大統領ジョージ・W・ブッシュが世界貿易センター跡地を事件後に訪れた際にUSA! USA!の合唱が行われている。このチャントはノースハドソンの消防士トーマス・アーヴィング (Thomas Irving) によって始められたもので、その場に集まっていた観衆もすぐにUSA!のチャントを行うようになった。2011年5月1日に大統領バラク・オバマがパキスタンに駐留していたアメリカ軍によりアルカーイダのウサーマ・ビン・ラーディンが殺害されたことを発表すると、ホワイトハウスの周辺に集まった観衆がUSA!の合唱を行った。このニュースにより、同日の夜に行われたMLBのフィラデルフィア・フィリーズとニューヨーク・メッツの試合中にスタジアムではUSA!の合唱が行われた。また、同日にフロリダ州タンパで行われたWWEエクストリーム・ルールズのイベントにおいても、WWE王座のジョン・シナによる「ウサーマ・ビン・ラーディンは死んだ」という内容の発言に対し会場ではUSA!の合唱が行われた。

## 風刺的な使用
USA!のチャントは近年、プレミアリーグに所属するマンチェスター・ユナイテッドと対戦する相手のサポーターが、マンチェスター・ユナイテッドのオーナーが巨額の負債を抱えるアメリカ人であることへの野次として行うことがある。アメリカ人オーナーによってクラブが運営されていたリヴァプールに対する野次としても使用されていた。また、トッテナム・ホットスパーに所属するクリント・デンプシーや、エヴァートンに所属するティム・ハワード、ランドン・ドノバンなど、アメリカ合衆国出身のサッカー選手のパフォーマンスが良い時のチャントとしても用いられている。サッカーアメリカ合衆国男子代表や女子代表の国際試合においても一般的に用いられている。
USA!のチャントの類似例としては、アメリカ合衆国のテレビ番組「ジェリー・シュプリンガー・ショウ」のホストを務めるジェリー・シュプリンガーに対して、聴衆が自発的に「ジェーリー、ジェーリー！ (Jer-ry, Jer-ry!)」と合唱する例や、ザ・シンプソンズの主人公ホーマー・シンプソンに対し行われる例などがある。
しかし、最近では悪い意味でこのチャントを使用する例も現れるようになっている。テキサス州サンアントニオで行われたテキサス州高校バスケットボール選手権において、試合に負けたチームが相手のチームに不法移民がいると暗に示すためにUSA!のチャントを使用する例が発生している。